# Gymnasium Apeldoorn
Het Gymnasium Apeldoorn is een categoriaal gymnasium in de wijk De Parken van de Gelderse stad Apeldoorn. De in 1913 opgerichte school biedt in het schooljaar 2022/2023 onderwijs aan bijna 600 leerlingen. Het Gymnasium Apeldoorn bestaat uit vier gebouwen, namelijk een monumentaal hoofdgebouw, een monumentale gymzaal, een moderner gebouw dat ook bekendstaat onder de naam Suikerklont en de Binastempel, waar voornamelijk exacte vakken worden onderwezen. Eerder maakte ook een monumentale conciërgewoning deel uit van het complex, maar de conciërgewoning is tegenwoordig een regulier woonhuis.

## Geschiedenis

### Oprichting
Het Gymnasium Apeldoorn werd opgericht in 1913. Dat was een reactie op een brief die de gemeente Apeldoorn in maart van het voorgaande jaar had ontvangen. Daarin werd de oprichting van een vwo-school verzocht, omdat de dichtstbijzijnde vwo-scholen zich in Deventer en Zutphen bevonden. Enkele maanden na het versturen van de brief besloot de gemeenteraad op 17 mei 1912 uiteindelijk tot de oprichting van de school en kocht op 9 augustus van dat jaar voor 12.000 gulden het terrein met een oppervlakte van 5.000 m² waar de school zich sindsdien bevindt. Het terrein was destijds onbebouwd en de gemeente liet gemeentearchitect Gerrit de Zeeuw het gebouw ontwerpen. De realisatie van het huidige hoofdgebouw kostte 55.660 gulden. Gevolgd na de bouw werd het Gymnasium Apeldoorn op 3 september 1913 geopend door toenmalig burgemeester W. Rosmale Nepveu en telde destijds 17 leerlingen. Naast een schoolgebouw beschikte de school ook over een conciërgewoning. Het Gymnasium Apeldoorn stond bij de oprichting bekend als een elitaire school.

### Na de oprichting

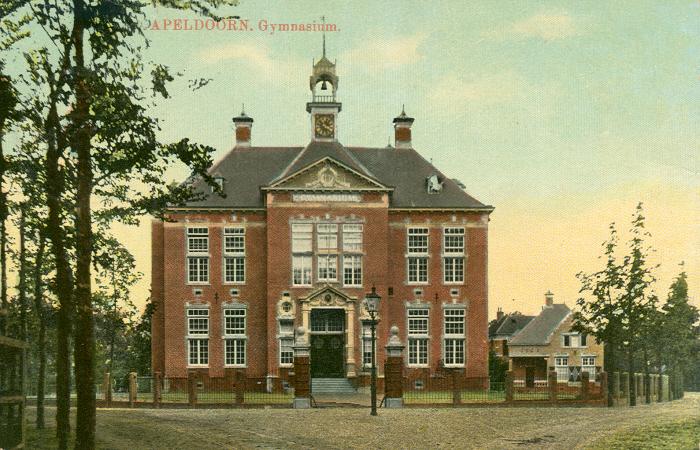
Afbeelding van het Gymnasium Apeldoorn uit 1914

Drie jaar na de oprichting werd in april 1916 de Apeldoornse Gymnasiasten Bond (AGB) opgericht, die onder andere leiding had over het organiseren van feesten. De AGB voert deze taak hedendaags nog steeds uit. In 1921 werd de bouw van een nieuwe gymzaal aangekondigd, waarvan de bouw was begroot op 67.000 gulden. In 1923 werd de tegenwoordig monumentale gymzaal geopend. In 1938 bestond het Gymnasium 25 jaar, wat werd gevierd met een lunch, waarbij leraren, oud-leerlingen en burgemeester Cypriaan Gerard Carel Quarles van Ufford met zijn vrouw aanwezig waren. De Telegraaf meldde dat vanaf de oprichting tot het 25-jarig bestaan 535 leerlingen op de school hadden gezeten en dat 181 van hen op de school waren geslaagd voor het eindexamen.
In 1942, tijdens de Tweede Wereldoorlog, werd het schoolbestuur van het Gymnasium Apeldoorn vervangen door leden van de NSB onder leiding van rector Theodoor Hillen. Direct na de oorlog in 1945 werd de schoolkrant van de school, de Cratera, opgericht. De schoolkrant werd in de jaren 60 omgedoopt tot Kratera, maar die naamswijziging werd later weer ongedaan gemaakt. In 1980 stond het Gymnasium Apeldoorn op het punt om met de KSA, tegenwoordig KSG, te fuseren. Eén jaar later werd echter een stichting met de naam "Behoudt het Apeldoorns Gymnasium" opgericht en op 12 maart 1981 besloot de gemeente uiteindelijk dat beide scholen niet zouden fuseren.

### Uitbreidingen en restauratie
Toen bekend was dat de fusie niet door zou gaan kreeg het Gymnasium Apeldoorn steeds meer last van ruimtegebrek en in 1984 huurde de school daarom lokalen in de Pedagogische Academie, die tegenwoordig niet meer bestaat. Uiteindelijk bouwde het Gymnasium Apeldoorn in 1988 een nieuw gebouw aan de overkant van de straat, dat hedendaags bekendstaat als de Suikerklont. In datzelfde jaar werd het hoofdgebouw van het Gymnasium Apeldoorn benoemd tot rijksmonument. In 1992 werd bekendgemaakt dat het Gymnasium Apeldoorn bestuurlijk en financieel zou fuseren met de KSG en zou daarmee de enige "dubbelschool" van Nederland worden. Over het besluit van de gemeente ontstond echter onvrede met als gevolg dat de medezeggenschapsraad van de school en de stichting Het Apeldoorns Gymnasium een kort geding aanspanden tegen de gemeente. De gemeente won het kort geding, waardoor het Gymnasium Apeldoorn net als aangekondigd fuseerde met de KSG. Hoewel de scholen fuseerden bleven beide zelfstandig functioneren met andere gebouwen en klassen.
Ruim een decennium na de bouw van de Suikerklont werd er nog een gebouw bijgebouwd, de Binastempel. Daaropvolgend ondergingen het uit 1913 stammende hoofdgebouw en de gymzaal in 2002 een grondige restauratie in opdracht van de Bestuurscommissie Voortgezet Onderwijs Apeldoorn. Aan het einde van de restauratie op 29 oktober 2002 werd de school heropend door Pieter van Vollenhoven, van wie twee zonen op de school hadden gezeten. Op 1 januari 2009 werd de scholengemeenschap AVOO opgericht, waartoe naast het Gymnasium Apeldoorn ook de KSG en het Edison College behoorden. In oktober 2013 vierde de school haar 100-jarig jubileum. Er werd toen een reünie gehouden en daarnaast werd een jubileumboek uitgegeven. In 2021 werd het Gymnasium Apeldoorn onderdeel van de Veluwse Onderwijsgroep.

## Onderwijs
Het Gymnasium Apeldoorn is een openbare school en biedt uitsluitend een zes jaar durende gymnasiumopleiding aan, waardoor de school met 561 leerlingen in het schooljaar 2024/25 vergeleken met andere scholen in Apeldoorn kleinschaliger is. Bij de gymnasiumopleiding hebben leerlingen de mogelijkheid om te kiezen voor Cambridge English, waarbij de leerlingen in derde en de vijfde klas respectievelijk het FCE- en het CAE-examen maken. Ook is het Gymnasium Apeldoorn sinds het einde van 2012 een Olympiadeschool en doet de school jaarlijks mee aan het Model European Parliament. Naast het onderwijs binnenschools organiseert het Gymnasium Apeldoorn ook excursies, buitenlandse reizen en uitwisselingen, waaronder een reis voor de vijfde jaarlaag naar de stad Rome.
Het Gymnasium Apeldoorn staat onder bestuur van de Stichting Veluwse Onderwijsgroep (VOG).
De school is lid van de Stichting Het Zelfstandig Gymnasium en is daardoor een categoriaal gymnasium.

### Onderwijsinspectie
Volgens de Inspectie van het Onderwijs blijft een vijfde van de leerlingen minimaal één keer zitten gedurende de opleiding. Bij het eindexamen van het schooljaar 2013/14 was vervolgens het gemiddelde eindexamencijfer een 6,8, wat hoger dan het landelijk gemiddelde was. Het grootste aandeel leerlingen (44%) deed dat schooljaar eindexamen met het profiel Natuur en Gezondheid, gevolgd door Cultuur en Maatschappij (24%), Natuur en Techniek (18%) en Economie en Maatschappij (13%).

## Architectuur

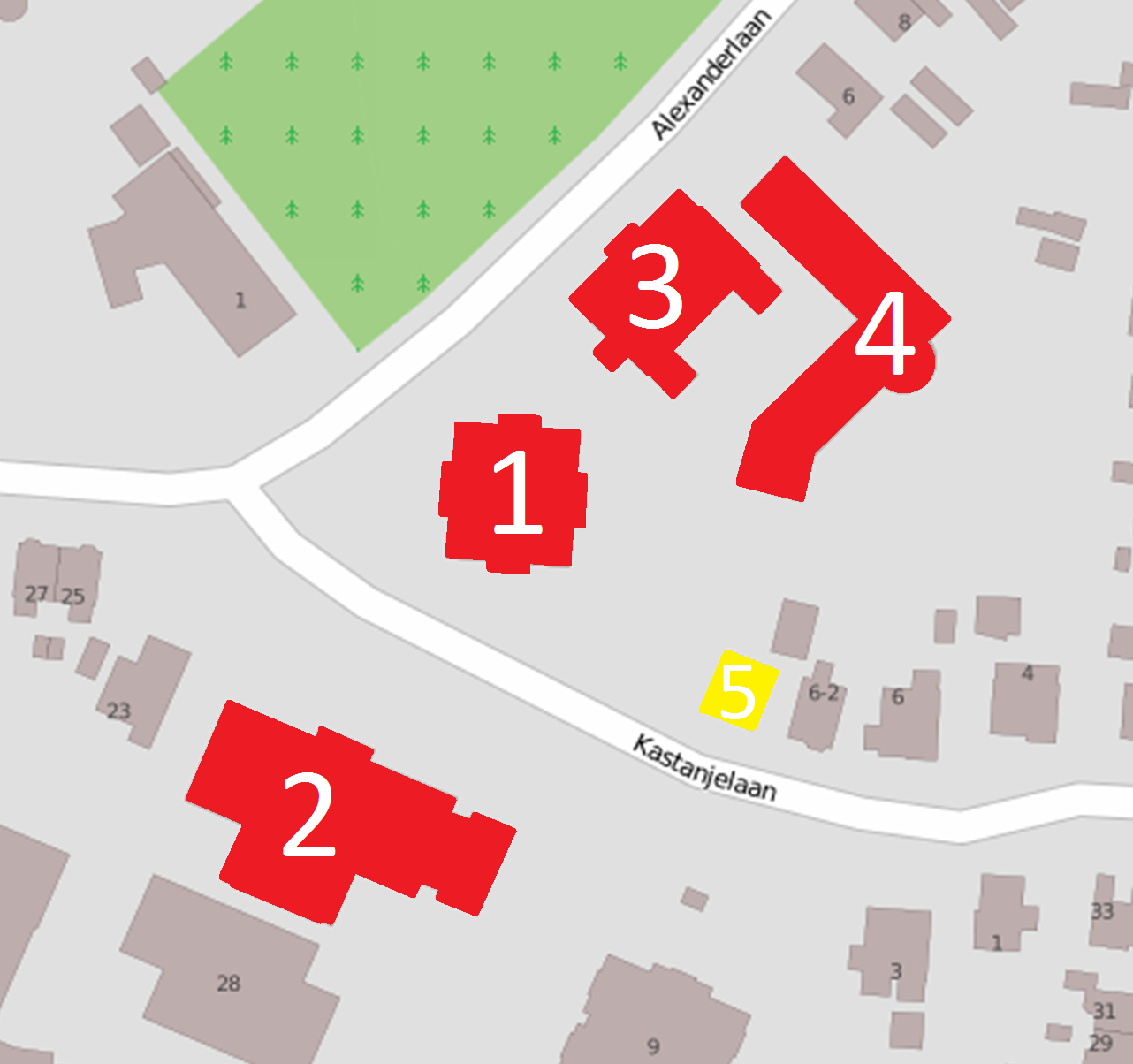
Een kaart van het complex, met:
1. Hoofdgebouw
2. Suikerklont
3. Gymzaal
4. Binastempel
5. Conciërgewoning (geel)

Het Gymnasium Apeldoorn bestaat tegenwoordig uit vier gebouwen waarvan twee rijksmonumenten, maar beschikte eerder over een tevens monumentale conciërgewoning, die tegenwoordig een regulier woonhuis is. Het gehele complex, op de Suikerklont na, bevindt zich tussen de Kastanjelaan en Alexanderlaan. Dat laatste gebouw bevindt zich aan de overkant van de Kastanjelaan. Langs de straatkant van een deel van het complex (het hoofdgebouw, de gymzaal en de Binastempel) bevindt zich een smeedijzeren hek met een poort aan de voorzijde. Op de bakstenen pijlers van die poort staan de woorden "Anno" en "1913", verwijzend naar het bouwjaar van het hoofdgebouw.

### Hoofdgebouw

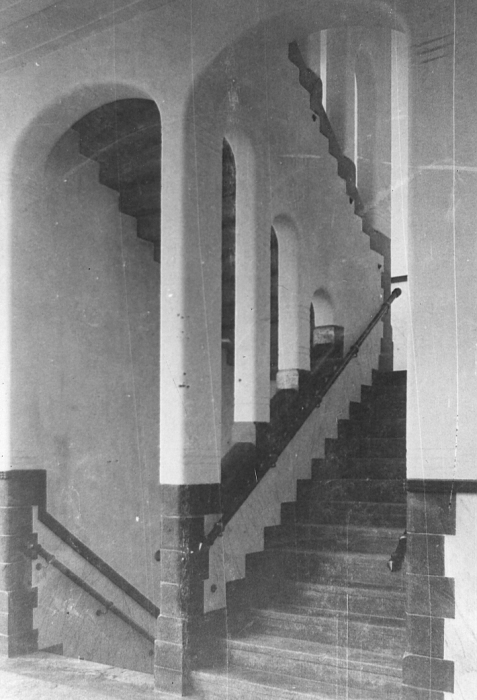
Foto van het trappenhuis van het hoofdgebouw vanaf de eerste verdieping tussen 1915 en 1925. Het interieur van destijds heeft veel overeenkomsten met het hedendaagse interieur.

Het uit 1913 stammende hoofdgebouw is een rijksmonument. Het gebouw is ontworpen door gemeentearchitect Gerrit de Zeeuw in de nieuw-historiserende stijl en de neoklasslieke stijl, maar het gebouw heeft ook invloeden van de neorenaissancistische stijl.
Het stenen hoofdgebouw heeft een schilddak met aan alle zijden enkele dakkapellen. Aan elke zijde heeft het hoofdgebouw een middenrisaliet. In het risaliet aan de voorzijde van het gebouw bevindt zich de hoofdingang en ook aan de noordelijke zijde bevindt zich een ingang. Voor beide ingangen bevindt zich een trap en de hoofdingang beschikt nog over een zandstenen fronton. Op het fronton van de hoofdingang bevindt zich het motto van de school, "BEATUS HOMO QUI INVENIT SAPIENTIAM" (Spreuken 3:13), wat vertaald kan worden met "Gelukkig is de mens die wijsheid vindt". Aan weerszijden van de hoofdingang bevinden zich ramen van het type oeil de boeuf met een omlijsting. In het fries boven de hoofdingang bevindt zich een cartouche met daarop in vergulden letters "GYMNASIUM". Ook daarboven bevindt zich een oeil de boeuf met een omlijsting. In het hoofdgebouw bevinden zich stolpramen, meestal met zestien ruitjes. Boven twee van die stolpramen bevindt zich meestal een segmentboog. Aan de achterzijde van het hoofdgebouw bevindt zich over de gehele lengte een galerij. Boven op het dak bevindt zich nog een kleine klokkentoren.
Exclusief de kelder telt het hoofdgebouw drie verdiepingen. De onderste twee verdiepingen hebben in het midden een centrale hal en aan de noordzijde het trappenhuis. In elk van de hoeken van die verdiepingen bevindt zich een lokaal, waardoor de twee onderste verdiepingen acht lokalen hebben. De bovenste verdieping werd in 1954 gecreëerd om ruimte te maken voor een muzieklokaal, dat zich daar nog steeds bevindt. De centrale trap is van terrazzo. De vloeren die er sinds de oprichting lagen werden vervangen, maar later weer hersteld. De centrale trap was in die tussentijd bedekt met vloerkleed. Alle lokalen op het bovenste muzieklokaal na beschikken over vloeren die met vloerkleed zijn bedekt.
In 2002 werd het hoofdgebouw grondig gerestaureerd in opdracht van de Bestuurscommissie Voortgezet Onderwijs Apeldoorn. Die commissie werkte daarbij samen met de gemeente Apeldoorn en met Monumentenzorg en zij schakelden Harmonische Architectuur in als architect. Tijdens de restauratie onderging het hoofdgebouw een herfundatie en werden uitbreidingen van de zolder en van de kelder gerealiseerd. Ook werd het interieur hersteld in zijn oorspronkelijke opzet met uitzondering van de achterkant. Daar bevonden zich eerst twee lokalen boven elkaar, maar die twee verdiepingen werden omgebouwd tot vier administratieverdiepingen met een tweede trappenhuis.

### Gymzaal

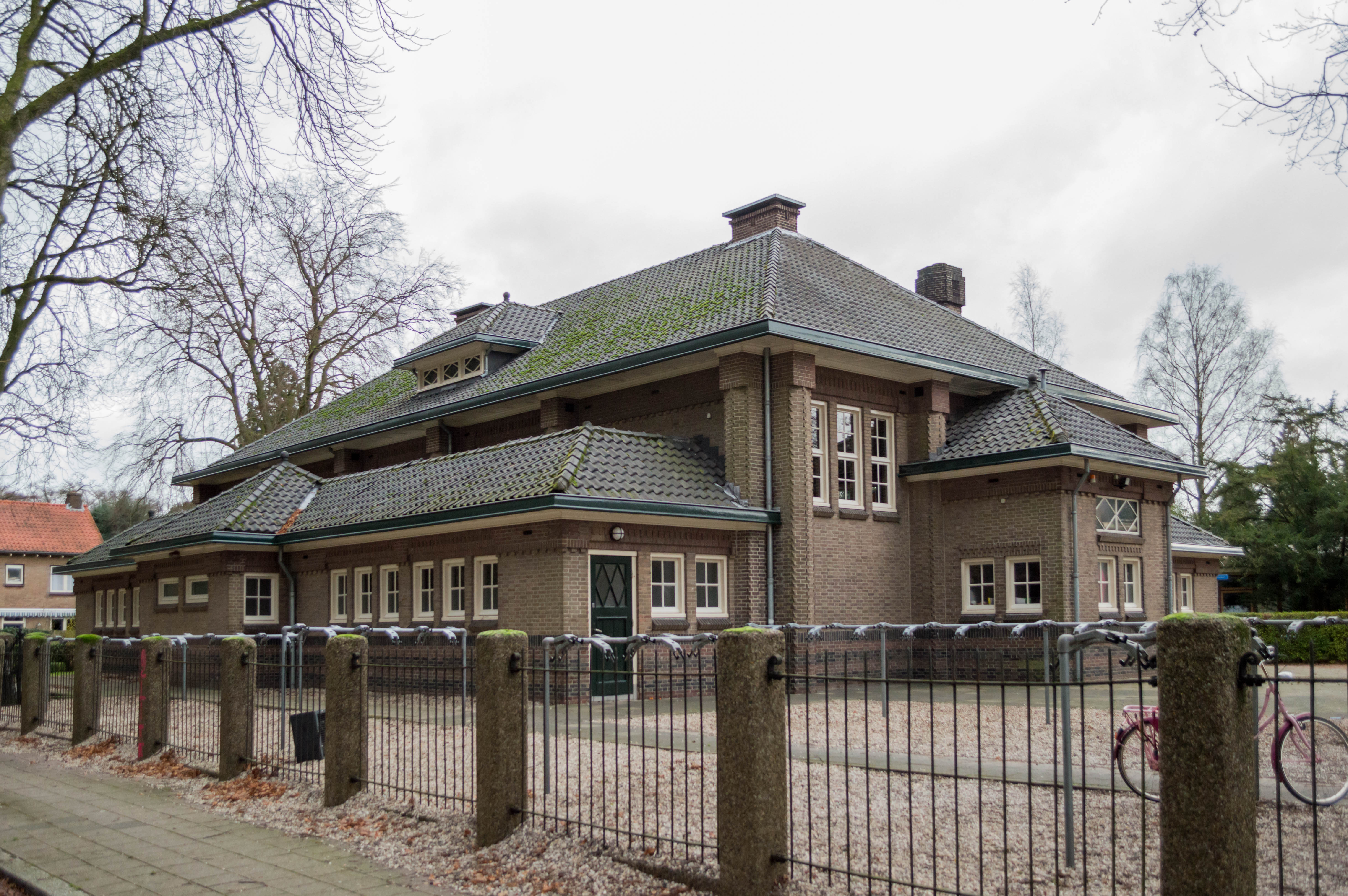
De monumentale gymzaal

De monumentale gymzaal van het Gymnasium Apeldoorn werd in 1923 opgeleverd en is eveneens ontworpen door Gerrit de Zeeuw. De gymzaal is gebouwd in de stijl van de Amsterdamse School. Het stenen gebouw heeft een hoofdblok, waarin zich de zaal zelf bevindt, met een schilddak en daarnaast bevinden zich nog uitbouwen aan drie van de vier zijden van het gebouw. De uitbouwen beschikken over afgeplatte en reguliere schilddaken. De uitbouw aan de Alexanderlaan heeft een middenrisaliet, waar zich tot rond de jaren 60 de hoofdingang en een hal bevonden. De hoofdingang werd toen dichtgemetseld en de hal omgebouwd tot onderdeel van de kleedkamers. De gevel bestaat uit bakstenen in verschillende kleuren. De ramen in de gevel zijn voornamelijk vierruits.
In 2002 onderging de gymzaal samen met het hoofdgebouw een restauratie, waarbij de gymzaal werd versterkt en het plafond werd vernieuwd. Tijdens de vernieuwing van het plafond kreeg het ook nieuwe ventilatie en verwarming.

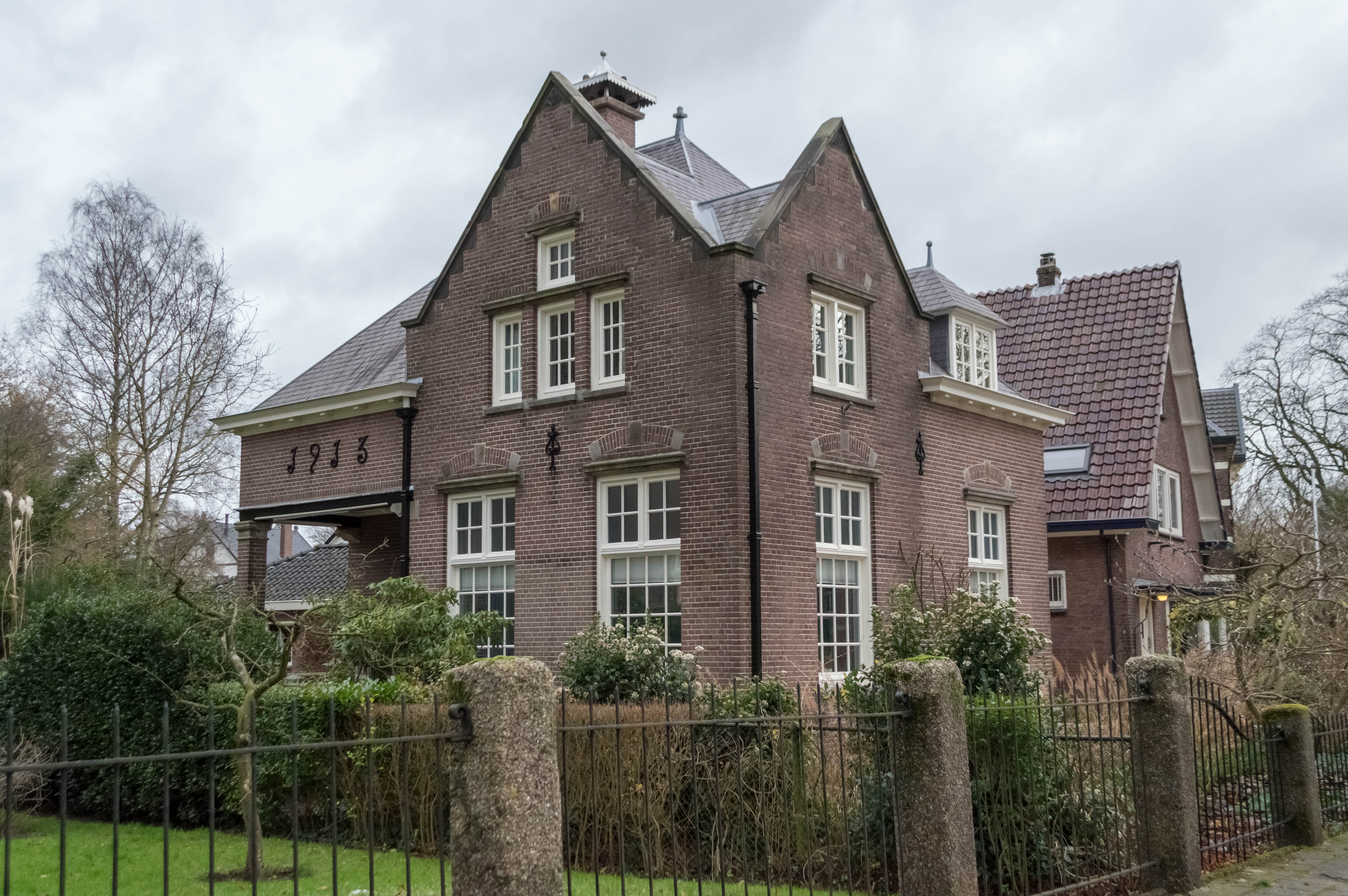
Kastanjelaan 8

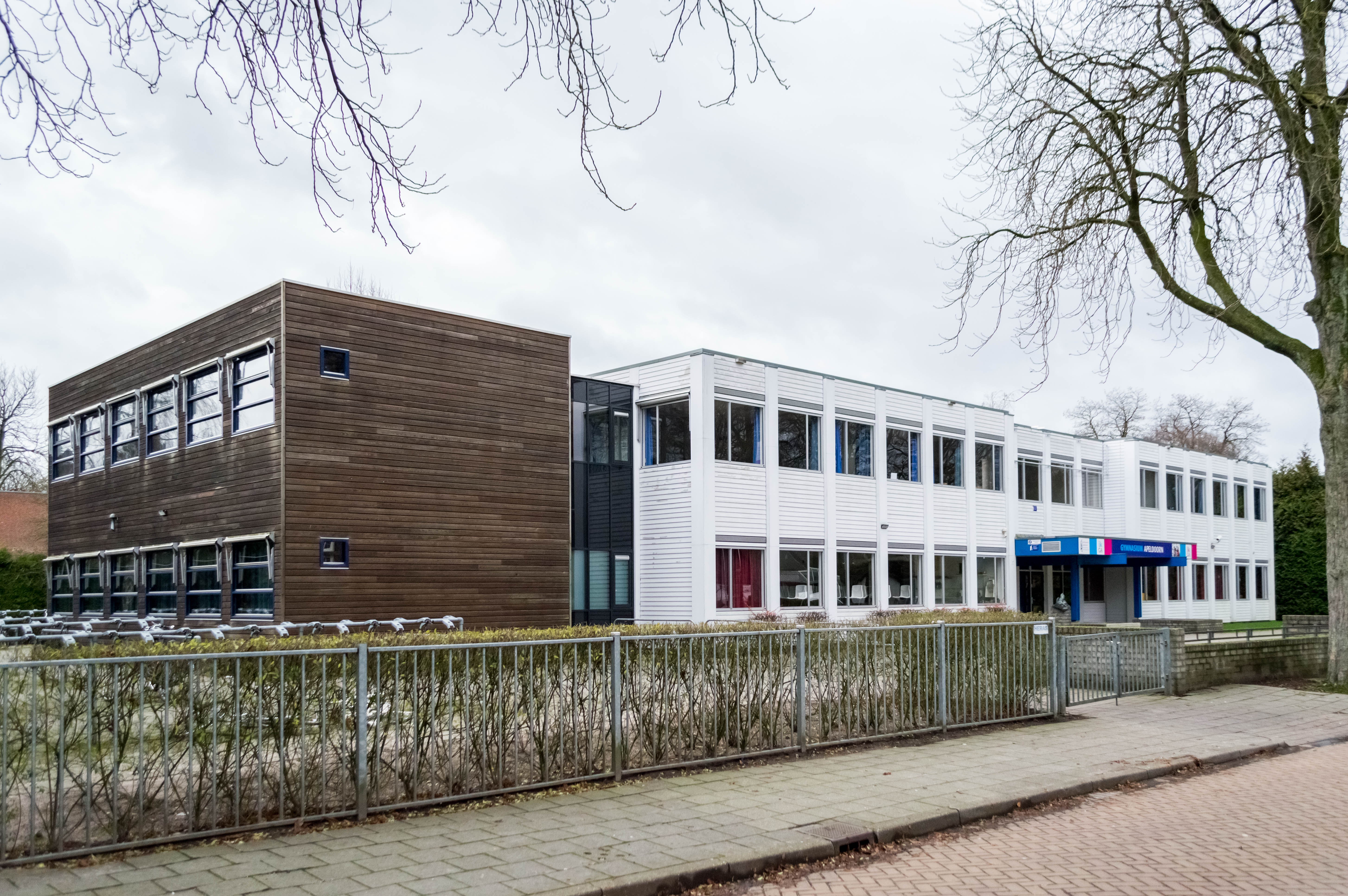
De Suikerklont

### Conciërgewoning
In 1913 werd de conciërgewoning tegelijkertijd met het hoofdgebouw gebouwd. De monumentale woning is tegenwoordig een private residentie met het adres Kastanjelaan 8. De woning is net als het hoofdgebouw gebouwd in de nieuw-historiserende stijl en de conciërgewoning is eveneens ontworpen door gemeentearchitect Gerrit de Zeeuw. Het huis staat te midden van zijn tuin, die van de straat wordt gescheiden door middel van een smeedijzeren hekwerk dat zich tussen betonnen pilaren bevindt.
De voormalige conciërgewoning met een rechthoekig grondplan heeft bakstenen buitenmuren. Daarboven bevindt zich een schilddak dat onderbroken wordt door drie puntgevels aan de linker-, voor- en  rechterzijde en een dakkapel aan de voorzijde van de voormalige conciërgewoning. De woning heeft aan de noordzijde een loggia, waarop "1913" staat. Het interieur van het gebouw is nog grotendeels in zijn oorspronkelijke staat en bevat een aantal gestucte plafonds. De voormalige conciërgewoning telt twee verdiepingen en daarnaast nog een kelder.

### Suikerklont
De Suikerklont is een gebouw aan de overkant van de Kastanjelaan dat in 1988 werd gebouwd om het groeiende aantal leerlingen aan te kunnen. De bijnaam van het gebouw is ontstaan, doordat het gebouw een witte kleur heeft en balkvormig is. Het interieur van de Suikerklont werd in 2007 vernieuwd.  Daarbij werden de benedenverdieping en de bovenverdieping in een verschillende stijl ontworpen. In de Suikerklont bevinden zich naast lokalen ook de mediatheek en de kantine.

### Binastempel

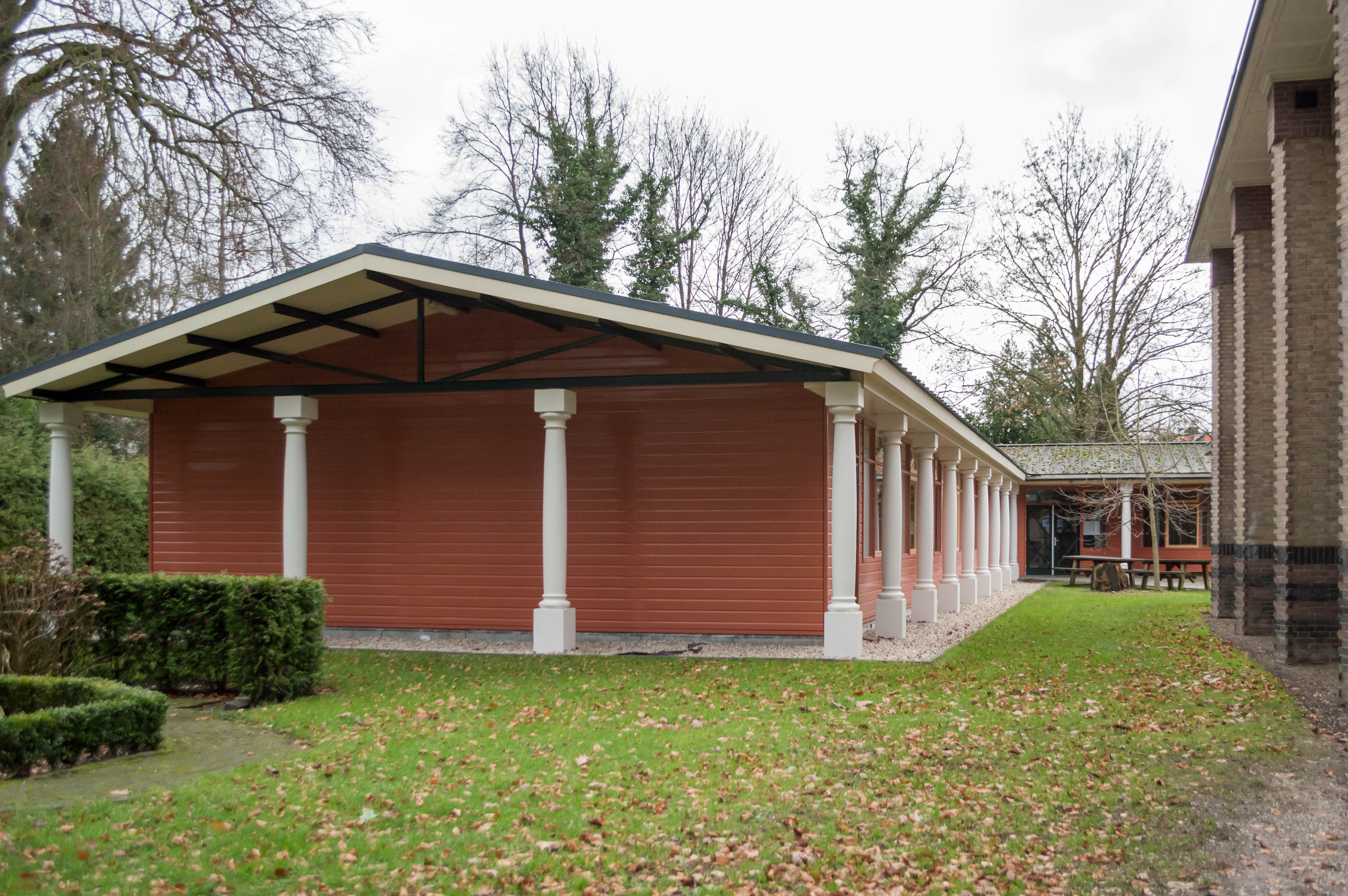
De Binastempel, gezien vanaf de Alexanderlaan

De Binastempel werd voorafgaand aan de grootschalige restauratie in 2002 gebouwd en is ontworpen door Harmonische Architectuur. Het houten gebouw wordt omringd door witte zuilen in Toscaanse stijl, die soortgelijk zijn aan de zuilen van de fietsenstalling direct achter het hoofdgebouw. In het gebouw, dat vier lokalen telt, worden voornamelijk exacte vakken onderwezen.

## Rectoren
De volgende rectoren hebben leiding gegeven aan het Gymnasium Apeldoorn:
- Dr. J.G. van Pesch (1913-1918)
- Dr. J.W.Th. van Konijnenburg (1918-1934)
- Dr. K. van der Heijde (1934-1941)
- Dr. M.Th. Hillen (1941-1945)
- Dr. J. Korver (1946-1966)
- Dr. E.J. Kuiper (1966-1968)
- Dr. J.M.H. Fernhout (1968-1981)
- Drs. S.A. Muller (1982-1994)
- Drs. L. Postma (1994-1999)
- Drs. A.H.A. Moons (1999-2006)
- Drs. M.W. van Hattum (2006-2012)
- Drs. L.H. Beernink (2012-2015)
- D.J. Helders (2016-2019)
- L. van Lier (2020-2021)
- A. de Graaf (2022-2023)
- I. Kramer (2024-heden)

## Alumni
- Theo Bot (1911-1984), Nederlands politicus[17]
- Joop Braakhekke (1941-2016), Nederlands televisiekok en restauranthouder
- Michiel Jurrjens (1995), Nederlands radio-dj
- Willem Kolff (1911-2009), Nederlandse internist
- Maurits van Oranje-Nassau, Van Vollenhoven (1968), oudste zoon van prinses Margriet en Pieter van Vollenhoven
- Pieter-Christiaan van Oranje-Nassau, Van Vollenhoven (1972), derde zoon van prinses Margriet en Pieter van Vollenhoven
- Gustaaf Peek (1975), Nederlands schrijver
- Hein Schermers (1928-2006), Nederlands jurist
- Willem Schoonen (1958), Nederlands journalist[18]
- Everhard Spelberg (1898-1968), Nederlands predikant en omroeppionier[19]
- Arnold van Ruler (1908-1970), Nederlands theoloog[20]
- Theun de Vries (1907-2005), Nederlands romanschrijver en dichter

Aventurijn · Christelijk Lyceum Apeldoorn · Edison College · Gymnasium Apeldoorn · De Heemgaard · Jacobus Fruytier Scholengemeenschap · Koninklijke Scholengemeenschap · OSCAR · Praktijkschool Apeldoorn · Sprengeloo · Veluws College